# Louis Auriacombe

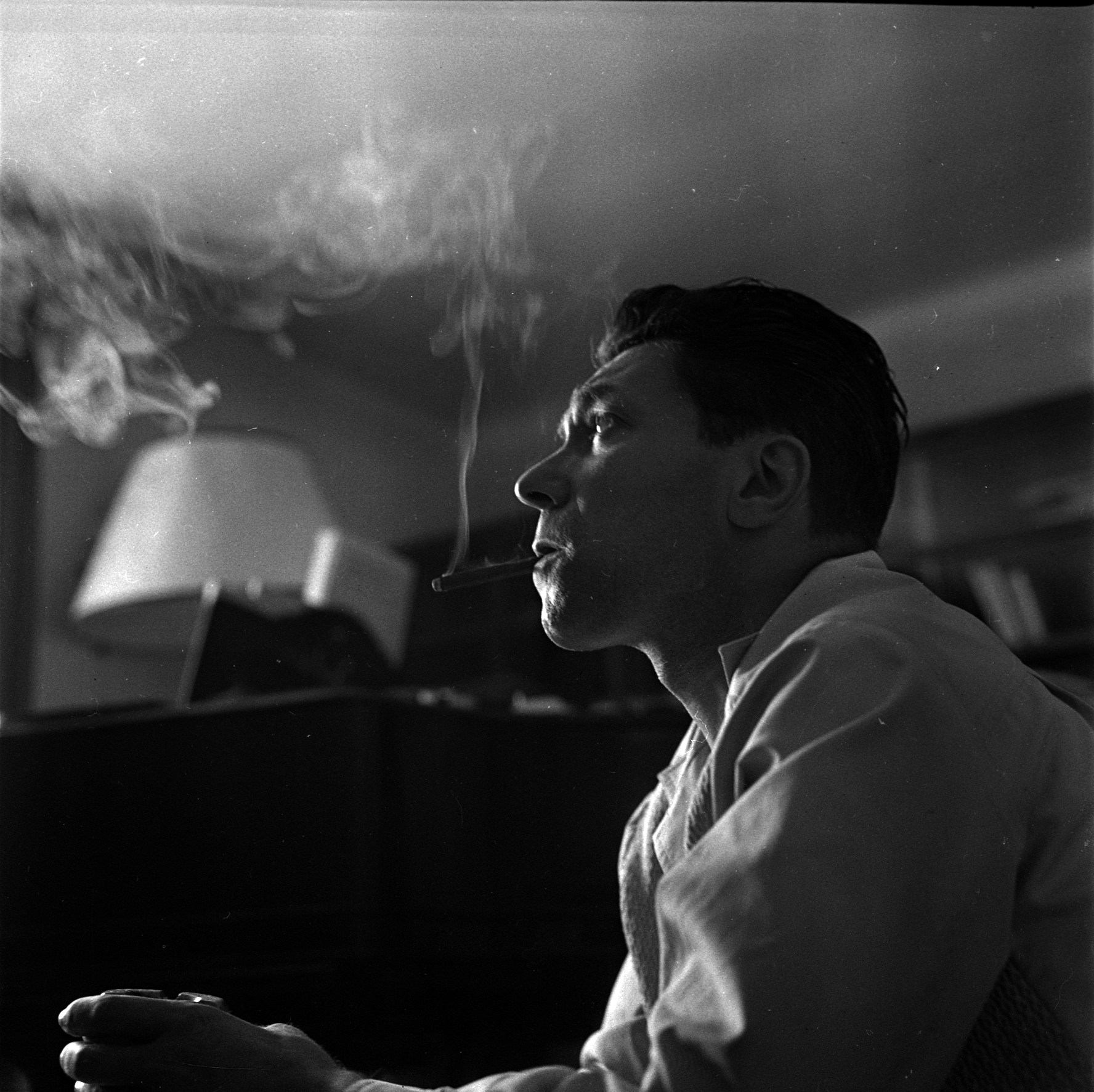
Louis Auriacombe, 1961

Louis Auriacombe (* 22. Februar 1917 in Pau; † 3. Dezember 1982 in Toulouse) war ein französischer Dirigent.

## Leben
Auriacombe studierte von 1930 bis 1939 Gesang und Violine am  Konservatorium von Toulouse und wurde dann Geiger beim Orchestre radio-symphonique de Toulouse. Ab 1951 studierte er Orchesterleitung bei Igor Markevitch, dessen Assistent er von 1957 bis 1968 war.
1953 gründete er das Orchestre de chambre de Toulouse, ein dreißigköpfiges Streichorchester, mit dem er vorwiegend Werke der Barockzeit (Antonio Vivaldi, Georg Friedrich Händel, Tommaso Albinoni u. a.) aufführte und aufnahm.
Daneben leitete er Studentenorchester am Conservatoire de Paris und am Mozarteum in Salzburg. 1970 dirigierte er die amerikanische Erstaufführung von György Ligetis Ramifications. Unter seiner Leitung wurden auch mehrere Werke Maurice Ohanas uraufgeführt. 1971 zog sich Auriacombe schwer erkrankt von seiner beruflichen Tätigkeit zurück.